# Palitoxina
La Palitoxina, PTX o PLTX es un potente vasoconstrictor, y es considerada una de las sustancias no peptídicas tóxicas más potentes, sólo la maitotoxina tiene mayor toxicidad en ratones.
La palitoxina es un compuesto polihidroxilado y parcialmente insaturado (8 enlaces dobles) con una larga cadena de carbono. Dispone de partes solubles en agua y solubles en grasa, 40 grupos de hidroxi y 64 centros quirales. Debido a la quiralidad y el posible isomerismo CIS-TRS de doble enlace, tiene más de 1021 estereoisómeros alternativos. Es termostable, y el tratamiento con agua hirviendo no elimina su toxicidad. Permanece estable en soluciones acuosas por períodos prolongados, pero se descompone rápidamente y pierde su toxicidad en soluciones ácidas o alcalinas. Tiene múltiples análogos con una estructura similar como ostreocina-D, mascarenotoxina-A y mascarenotoxina-B.
La palitoxina se encuentra al menos en los trópicos y los subtrópicos, donde es producida por corales de Palythoa y los dinoflagelatos de Ostreopsis, o posiblemente por las bacterias que se encuentran en estos organismos. Se puede encontrar en muchas especies más como peces y cangrejos debido al proceso de biomagnificación. También se puede encontrar en organismos que viven cerca de palitoxina que producen organismos como esponjas, mejillones, estrellas de mar y cnidarios.
Las personas rara vez están expuestas a la palitoxina. Las exposiciones han ocurrido en personas que han comido animales marinos como peces y cangrejos, pero también en aficionados a los acuarios que han manejado los corales de Palythoa incorrectamente y en aquellos que han estado expuestos a ciertas flores de algas.
El blanco de la palitoxina es la proteína bomba de Na-K al bloquearla en una posición donde permite el transporte pasivo de los iones de sodio y potasio, destruyendo así el gradiente de iones que es esencial para la vida. Debido a que la palitoxina puede afectar todo tipo de células en el cuerpo, los síntomas pueden ser muy diferentes para las diversas rutas de exposición.
La estructura química plana de palatoxina se dilucidó en 1981 por dos grupos de investigación independientemente entre sí. La estereoquímica se descubrió en 1982. La palitoxina (ácido carboxílico) fue sintetizado por Yoshito Kishi y colegas en 1989 y la paltoxina real en 1994 por Kishi y Suh.